# Det dansk-norske alfabet
Det dansk-norske alfabet er en variant af det latinske alfabet brugt til dansk og norsk. Det består af 29 bogstaver:
a, b, c, d, e, f, g, h, i, j, k, l, m, n, o, p, q, r, s, t, u, v, w, x, y, z, æ, ø, å.
Udover bogstaverne fra det latinske alfabet benyttes bogstaverne Æ, Ø og Å. Alfabetet kaldes det dansk-norske alfabet, fordi det er ens for de to nordiske sprog dansk og norsk (både bokmål og nynorsk).
Det svenske alfabet anvender Ä i stedet for Æ og Ö i stedet for Ø.
Bogstavrækkefølgen er også forskellig på svensk: Å, Ä, Ö.
I dansk retskrivning er brug af accenttegn ikke påkrævet, men kan hjælpe på forståelsen eller læsbarheden. På dansk bruges kun accenttegnet aigu (´). Det bruges primært over e: é (men er stadig bogstavet e).
| Versaler ("store bogstaver") |   |   |   |   |   |   |   |   |   |   |   |   |   |   |   |   |   |   |   |   |   |   |   |   |   |   |   |   |
| A                            | B | C | D | E | F | G | H | I | J | K | L | M | N | O | P | Q | R | S | T | U | V | W | X | Y | Z | Æ | Ø | Å |
| Minuskler ("små bogstaver")  |   |   |   |   |   |   |   |   |   |   |   |   |   |   |   |   |   |   |   |   |   |   |   |   |   |   |   |   |
| a                            | b | c | d | e | f | g | h | i | j | k | l | m | n | o | p | q | r | s | t | u | v | w | x | y | z | æ | ø | å |

## Alfabetisering
Bogstaverne kommer i en bestemt rækkefølge, så fx A er det første bogstav, E er det femte, og Å er det sidste. Den rækkefølge bruges når ord m.m. skal sorteres i alfabetisk rækkefølge.
Derudover sorteres digrafen aa som å, undtagen når hvert a er en separat vokal, fx pga. sammensætninger som ekstraarbejde.
Ved mellemrum kan man enten se bort fra det, eller sortere efter princippet ingenting før noget og altså betragte mellemrum som et tegn der står før a.
Der findes særlige regler for hvordan bogstaver udenfor alfabetet skal sorteres.
Brug af accenttegn ændrer ikke ved alfabetiseringen, undtagen hvor hele ordet er identisk på nær et accenttegn, i det tilfælde alfabetiseres formen med accenttegn sidst.

## Om bolleået
Bogstavet Å havde været anvendt i svensk siden 1700-tallet. Det kom i brug i det norske alfabet fra 1917 som erstatning for Aa, og i dansk fra 1948. Først blev Å placeret først i det danske alfabet ligesom det tidligere Aa, men i 1955 flyttet bagerst i alfabetet som på norsk. Aa anvendes stadig i en del stednavne, personnavne og slægtsnavne, og desuden, hvis man ikke har adgang til et tastatur med Å, f.eks. på. Aa bliver i dag alfabetiseret som Å, men før bolle-ået blev indført, blev Aa alfabetiseret som to a-er.

## Kodning i IT-systemer
Indenfor databehandling benyttes der flere kodestandarder for det dansk-norske alfabet:
- DS 2089 (dansk) og NS 4551-1 (norsk), senere den internationale standard ISO 646
- IBM PC code page 865
- ISO 8859-1 og ISO 8859-15
- Unicode herunder det udbredte kodning UTF-8

## Tastaturlayout
Selvom alfabetet er ens, er tastaturlayoutet lidt forskelligt, som det ses af billedet af et udsnit af et nordisk tastatur, hvor tasterne Ö, Ä, Ø og Æ har forskellige farver for de fire sprog, med hvid for svensk og finsk, rød for norsk, og grøn for dansk. Der er byttet om på Æ og Ø på danske og norske tastaturer, hvor det norske tastatur-layout følger det svenske. Dette er en tradition, der stammer fra de første norske skrivemaskiner, der produceredes i Sverige.[kilde mangler]
De fire tegn - accent aigu ´, halv ½, pipe | og backslash \ - er også placeret forskelligt på et dansk og norsk tastatur.